# Keke Wyatt
Keke Wyatt ou Ketara Shavon Wyatt est une chanteuse de R'n'B américaine, née le 10 mars 1982 à Indianapolis,  dans le Indiana (États-Unis).

## Discographie
- 2001 : Soul Sista, (MCA Records) (RIAA certification Gold)
- 2005 : Emotional Rollercoaster (Shelved), (MCA)
- 2008 : Ghetto Rose  (en production)

## Singles
| Année | Single                                     | Positions             | Positions         | Positions        | Positions        | Positions | Album                   |
| Année | Single                                     | Hot R&B/Hip-Hop Songs | Billboard Hot 100 | UK Singles Chart | Canadian Hot 100 | UWC       | Album                   |
| ----- | ------------------------------------------ | --------------------- | ----------------- | ---------------- | ---------------- | --------- | ----------------------- |
| 2001  | "Used To Love"                             | 65                    | -                 | —                | —                | —         | Soul Sista              |
| 2001  | "Nothing In This World (feat. Avant (en))" | 4                     | 27                | -                | -                | —         | Soul Sista              |
| 2002  | "I Don't Wanna"                            | -                     | -                 | -                | -                | -         | Soul Sista              |
| 2004  | "Put Your Hands On Me"                     | -                     | -                 | -                | -                | -         | Emotional Rollercoaster |
| 2007  | "Ghetto Rose"                              | -                     | -                 | -                | -                | -         | Ghetto Rose             |

## Producteurs
Bryan Michael Cox, Steve "Stone" Huff, Avant (en)

## Featuring
- Avant (en) -"My Thoughts"
- Two Can Play That Game (OST) -"If Only You Knew"
- Ginuwine
- The Dollz
- Kanye West
- Blackalicious
- Lateef The Truth Speaker
- Randy Jackson